# Olýshivka
Olýshivka (ucraniano: Оли́шівка) es un sélyshche de Ucrania perteneciente al raión de Chernígov de la óblast de Chernígov.
En 2022, la localidad tenía una población de 1794 habitantes. Es sede de un municipio que incluye cinco pueblos que añaden otros mil cuatrocientos habitantes a la población: Kórosten, Seredynka, Sinozhatske, Smólianka y Topchiyivka. Hasta 2017, Olýshivka era sede de un ayuntamiento urbano sin pedanías; el actual municipio se formó al fusionarse dicho ayuntamiento con los vecinos consejos rurales de Smólianka en 2017 (hasta entonces este consejo rural formaba parte del vecino raión de Kulykivka) y Seredynka en 2020.
El pueblo fue fundado a finales del siglo XV mediante la agrupación de ocho jutorý, con el topónimo "Olshanka" (Ольшанка), que hacía referencia a su ubicación en un bosque de alisos (олешини). En el Hetmanato cosaco fue capital de su propia sotnia, pero posteriormente pasó a formar parte del uyezd de Kozelets de la gobernación de Chernígov. En la primera mitad del siglo XX llegó a ser un importante centro de producción textil de más de cuatro mil habitantes, pero la RSS de Ucrania no fue capaz de hacer funcionar el artel como había funcionado en manos privadas y la economía local entró en declive. Adoptó el estatus de asentamiento de tipo urbano en 1967.
Se ubica unos 30 km al sur de la capital regional Chernígov, sobre la carretera T2501 que une Kulykivka con la carretera E95 que lleva a Kiev.